# Erik Gandini
Erik Gandini (Bergamo, 14 agosto 1967) è un regista e produttore cinematografico italiano naturalizzato svedese.

## Biografia
Nato e cresciuto in Italia, ma residente in Svezia, ha girato diversi film-documentari che hanno ricevuto un'ampia distribuzione internazionale. Nel 2003 è stato premiato con il Lupo d'argento all'IDFA, il Festival internazionale del cinema documentario di Amsterdam, con il film Surplus: Terrorized into Being Consumers, che ha ricevuto nel 2004 anche il primo premio all'International Festival of Environmental Films di Goiás, in Brasile.
Erik Gandini è uno dei membri fondatori della società di produzione Atmo.

## Filmografia
- Raja Sarajevo (1994)
- Not Without Prijedor (1996)
- Ameriasians (1998)
- Sacrificio: Who Betrayed Che Guevara? (2001), con Tarik Saleh
- Surplus: Terrorized into Being Consumers (2003)
- Gitmo - Le nuove regole della guerra (Gitmo: Krigets nya spelregler) (2005), con Tarik Saleh
- Videocracy - Basta apparire (Videocracy) (2009)
- La teoria svedese dell'amore (The Swedish Theory of Love) (2015)
- Chirurgo ribelle (Rebellkirurgen) (2017)
- After Work (2023)